# Giải BAFTA lần thứ 63
Giải BAFTA 2010 là giải thưởng của Viện Hàn lâm Nghệ thuật Điện ảnh và Truyền hình Anh quốc lần thứ 63 dành cho các phim sản xuất năm 2009, diễn ra ngày 21.2.2010 tại Nhà hát Opera Hoàng gia London.

## Các phim được đề cử và đoạt giải

### Giải Academy Fellowship
Vanessa Redgrave

### Phim hay nhất
The Hurt Locker
- Avatar
- An Education
- Precious
- Up in the Air

### Nam diễn viên chính xuất sắc nhất
Colin Firth – A Single Man vai George Falconer
- Jeff Bridges – Crazy Heart vai Bad Blake
- George Clooney – Up in the Air vai Ryan Bingham
- Jeremy Renner – The Hurt Locker vai William James
- Andy Serkis – Sex & Drugs & Rock & Roll vai Ian Dury

### Nữ diễn viên chính xuất sắc nhất
Carey Mulligan – An Education vai Jenny Miller
- Saoirse Ronan –  The Lovely Bones vai Susie Salmon
- Gabourey Sidibe – Precious vai Claireece Precious Jones
- Meryl Streep – Julie & Julia vai Julia Child
- Audrey Tautou – Coco Before Chanel vai Gabrielle "Coco" Chanel

### Phim hoạt hình hay nhất
Up – Pete Docter
- Coraline – Henry Selick
- Fantastic Mr. Fox – Wes Anderson

### Quay phim xuất sắc nhất
The Hurt Locker
- Avatar
- District 9
- Inglourious Basterds
- The Road

### Thiết kế trang phục sắc nhất
The Young Victoria (Sandy Powell)
- Bright Star
- Coco Before Chanel (Coco avant Chanel)
- An Education
- A Single Man

### Đạo diễn xuất sắc nhất
Kathryn Bigelow – The Hurt Locker
- Lone Scherfig – An Education
- Quentin Tarantino – Inglourious Basterds
- Neill Blomkamp – District 9
- James Cameron - Avatar

### Biên tập xuất sắc nhất
The Hurt Locker
- Avatar
- District 9
- Inglourious Basterds
- Up in the Air

### Phim Anh xuất sắc nhất
Fish Tank
- An Education
- In the Loop
- Moon
- Nowhere Boy

### Phim không nói tiếng Anh xuất sắc nhất
A Prophet (Un prophète) • Pháp
- Broken Embraces (Los abrazos rotos) • Tây Ban Nha
- Coco Before Chanel (Coco avant Chanel) • Pháp
- Let the Right One In (Låt den rätte komma in) • Thụy Điển
- The White Ribbon (Das weiße Band) • Đức

### Hóa trang và làm tóc xuất sắc nhất
The Young Victoria
- Coco Before Chanel
- An Education
- The Imaginarium of Doctor Parnassus
- Nine

### Nhạc phim hay nhất (Giải Anthony Asquith cho nhạc phim)
Up – Michael Giacchino
- Avatar – James Horner
- Crazy Heart – T-Bone Burnett & Stephen Bruton
- Fantastic Mr. Fox – Alexandre Desplat
- Sex & Drugs & Rock & Roll – Chaz Jankel

### Thiết kế sản xuất tốt nhất
Avatar
- District 9
- Harry Potter and the Half-Blood Prince
- The Imaginarium of Doctor Parnassus
- Inglourious Basterds

### Kịch bản chuyển thể xuất sắc nhất
Up in the Air – Jason Reitman & Sheldon Turner
- District 9 – Neill Blomkamp & Terri Tatchell
- An Education – Nick Hornby
- In the Loop – Simon Blackwell, Jesse Armstrong, Armando Iannucci & Tony Roche
- Precious – Geoffrey Fletcher

### Kịch bản gốc xuất sắc nhất
The Hurt Locker – Mark Boal
- The Hangover – Jon Lucas & Scott Moore
- Inglourious Basterds – Quentin Tarantino
- A Serious Man – Joel Coen & Ethan Coen
- Up – Pete Docter & Bob Peterson

### Âm thanh tốt nhất
The Hurt Locker
- Avatar
- District 9
- Star Trek
- Up

### Nam diễn viên phụ xuất sắc nhất
Christoph Waltz – Inglourious Basterds vai Col. Hans Landa
- Alec Baldwin – It's Complicated vai Jake Adler
- Alfred Molina – An Education vai Jack Miller
- Christian McKay – Me and Orson Welles vai Orson Welles
- Stanley Tucci – The Lovely Bones vai George Harvey

### Nữ diễn viên phụ xuất sắc nhất
Mo'Nique – Precious vai Mary Lee Johnston
- Anne-Marie Duff – Nowhere Boy vai Julia Lennon
- Vera Farmiga – Up in the Air vai Alex Goran
- Anna Kendrick – Up in the Air vai Natalie Keener
- Kristin Scott Thomas – Nowhere Boy vai Mimi Smith

### Hiệu ứng nhìn đặc biệt xuất sắc nhất
Avatar
- District 9
- Harry Potter and the Half-Blood Prince
- The Hurt Locker
- Star Trek

### Phim hoạt hình ngắn hay nhất
Mother of Many
- The Happy Duckling
- The Gruffalo

### Phim ngắn hay nhất
I Do Air
- 14
- Jade
- Mixtape
- Off Season

### Đạo diễn, người viết kịch bản hoặc nhà sản xuất Anh lần đầu xuất sắc nhất
Duncan Jones (Đạo diễn) - Moon
- Lucy Bailey, Andrew Thompson, Elizabeth Morgan Hemlock & David Pearson (Đạo diễn và các nhà sản xuất) - Mugabe and the White African
- Eran Creevy (Đạo diễn, người viết kịch bản) - Shifty
- Stuart Hazeldine (Đạo diễn, người viết kịch bản) - Exam
- Sam Taylor-Wood (Đạo diễn) - Nowhere Boy

### Giải Orange Rising Star (do khán giả bầu chọn)
Kristen Stewart
- Jesse Eisenberg
- Nicholas Hoult
- Carey Mulligan
- Tahar Rahim

## Các phim đoạt nhiều giải thưởng nhất
- 6: The Hurt Locker
- 2: Avatar, The Young Victoria , Up

## Các phim được nhiều đề cử nhất
- 8: Avatar, An Education, The Hurt Locker
- 7: District 9
- 6: Up in the Air, Inglourious Basterds
- 4: Coco Before Chanel (Coco avant Chanel), Nowhere Boy, Precious: Based on the Novel Push by Sapphire, Up
- 2: Fantastic Mr. Fox, In the Loop, The Lovely Bones, Moon, A Single Man, Star Trek, Harry Potter and the Half Blood Prince, The Imaginarium of Doctor Parnassus , The Young Victoria